# Sri Indriyani
Sri Indriyani (* 12. November 1978 in Surakarta) ist eine indonesische Gewichtheberin.

## Biografie
Sri Indriyani gewann bei den Weltmeisterschaften 1997 die Bronzemedaille im Stoßen, Reißen und im Zweikampf. Bei den Asienspielen 1998 in Bangkok gewann sie die Bronzemedaille und bei den Weltmeisterschaften 1999 in Athen folgten Gold im Reißen und Silber im Zweikampf.
Bei den Olympischen Spielen 2000 in Sydney trat Indriyani im Fliegengewicht an und konnte mit einem Gesamtgewicht von 182,5 kg die Bronzemedaille gewinnen.
Während der Eröffnungsfeier der Asienspiele 2018 wurde sie vom Olympic Council of Asia als eine von acht Athletinnen auserwählt die Flagge des Verbandes zu tragen.